# 西武モハ351形電車
西武モハ351形電車（せいぶモハ351がたでんしゃ）は、かつて（1960年～1965年）西武鉄道に在籍した、日本国有鉄道（国鉄）よりクモハ14形100番台の払い下げを受けて導入した全長17m2扉構造の電車である。

## 概要
1950年代後半における西武鉄道は、自社傘下の復興社所沢車両工場において新製した車両を増備する一方、国鉄において廃車となった電車の払い下げを受け、並行して導入することによって輸送力増強を図った。国鉄からの払い下げ車両は主に3扉構造の通勤形電車であるクモハ11形400番台（西武鉄道における形式はモハ371形）で占められていたが、1960年（昭和35年）7月には2扉構造のクモハ14形100番台の払い下げを受けた。西武鉄道に払い下げられたクモハ14100は、前述国鉄クモハ11形400番台と同様に木造車の台枠および主要機器を流用して車体を新製した、いわゆる「鋼体化車両」であり、1944年（昭和19年）3月に国鉄大井工場（現・JR東京総合車両センター）において落成した車両であった。国鉄在籍晩年の同車は豊橋運輸区（静トヨ）に所属し、飯田線において運用されたのち、1959年（昭和34年）11月に廃車となり、翌1960年（昭和35年）7月に西武鉄道へ払い下げられ、モハ351形352（初代）として導入されたもので、終始1形式1両のみが在籍した。
モハ351形（以下「本形式」）は、1964年（昭和39年）1月31日付で実施された車両記号改正において制御電動車を示す記号が「モハ」から「クモハ」に変更されたことに伴ってクモハ351形352（2代）と改称され、さらに同年7月にはクモハ251形252（3代）と改称・改番されたのち、1965年（昭和40年）4月に荷物電車への転用改造を施工しクモニ1形2（2代）と改称・改番、1978年（昭和53年）まで在籍した。

## 車体
全長16,800mmの半鋼製2扉構造の車体を有し、車内座席は国鉄在籍当時と同様、ボックスシートが客用扉間に計10脚設けられたセミクロスシート仕様のまま導入された点が最大の特色である。西武鉄道におけるクロスシート仕様車は、西武鉄道の前身事業者である武蔵野鉄道が1928年（昭和3年）に新製したクロスシート車であるデハ5560形・サハ5660形電車（後の西武モハ241形・クハ1241形）が戦時中に座席をロングシート化されて以降存在せず、本形式は西武鉄道初のクロスシート仕様車として導入された。また、国鉄クモハ14形100番台の前身であるモハ62形が建築限界が狭小なトンネルが存在する身延線における運用を目的として設計・製造されたことから、車体高がクモハ11形400番台など標準的な戦前製国鉄車両の寸法である3,755mmよりも105mm低い3,650mmとされた点も特徴であった。側面窓配置はd1D9D1 1（d：乗務員扉, D：客用扉）と、国鉄在籍当時と変化はない。
車体塗装は導入当初車体下半分をマルーン・上半分をイエローとした2色塗りとされ、1960年代以降ディープラズベリーとトニーベージュの2色塗り、いわゆる「赤電塗装」が西武鉄道における標準塗装となったことに伴って、本形式も同塗装に塗り替えられた。

## 主要機器
本形式は導入当初、国鉄在籍当時の電装品を西武鉄道の他形式へ転用するため取り外し制御車（クハ）代用として運用されたが、1961年（昭和36年）9月以降に再び電装品を装着し、電動車（制御電動車）に復帰した。
電動車化改造に搭載した主要機器は、電空カム軸式間接自動制御装置CS5、出力100kW級主電動機、釣り合い梁式台車DT10 (TR14) と、いずれも当時の西武鉄道における流儀に則り国鉄制式機器で占められている。制動装置はA動作弁を用い、電磁給排弁を併用したAMAE電磁自動空気ブレーキである。

## 導入後の変遷
本形式は導入後池袋線系統に配属され、主に狭山線の線内区間運用に専従し、幹線系統における運用は休日に池袋 - 狭山湖（現・西武球場前）間において運行された、狭山湖駅に隣接する狭山スキー場利用客向けの臨時急行列車「スキー急行」運用程度に限られた。本形式の運用実績次第で、さらにクロスシート車の払い下げを受ける計画も存在したとされるが、2扉構造のクロスシート車では幹線系統におけるラッシュ時の運用に対応できないことなどから、クロスシート車の導入は本形式のみに終わった。
1964年（昭和39年）1月31日付で実施された車両記号改正に際して、本形式はクモハ351形352（初代）と改称されたのち、同年12月の411系クモハ411形（2代）の新製開始に先立って、同年7月にはクモハ411形（初代）が351系クモハ351形（2代）と改称・改番され、本形式がクモハ351形（初代）352からクモハ251形（3代）252と改称・改番されるという、玉突き的形式称号変更が実施された。
本形式は2扉構造のクロスシート車であることによる構造上の制約によって、前述のように運用が限定されていたが、1965年（昭和40年）4月には荷物電車化改造が実施され、クモニ1形2（2代）と改称・改番された。荷物電車化改造後の本形式は、他の荷物電車と同様、主に新聞輸送など小手荷物輸送に充当され、小手荷物輸送がトラック便に切り替えられた1978年（昭和53年）まで運用されたのち、同年1月に廃車・解体処分された。
なお、荷物電車への改造後の本形式の詳細については西武モニ1形電車項目を参照されたい。